# اوفترسهایم
اوفترسهایم (به آلمانی: Oftersheim) یک شهر در آلمان است که در راین-نکار-کرایس واقع شده‌است. اوفترسهایم ۱۰٬۴۶۲ نفر جمعیت دارد.